# Línguas aborígenes da Austrália

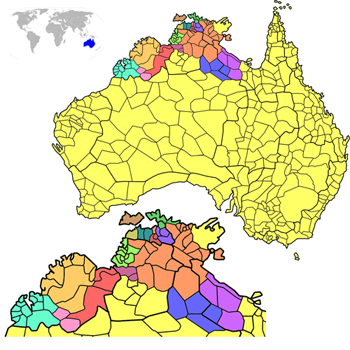
Famílias linguísticas australianas.
Família pama-ñungana:
Garawa e tankic
Pama-nhungano e outras línguas tankic
Familias no pama-ñunganas do norte (do oeste ao leste):
Nyulnyulan
Bunaban
Wororan
Djeragan
Djamindjungan
Daly
Laragiya
Tiví
Limilngan
Umbugarla
Giimbiyu
Yiwaidjan
Gunwinyguan
West Barkly

As línguas aborígenes da Austrália são um grupo heterogêneo de famílias de línguas e idiomas isolados nativos da Austrália e ilhas adjacentes, mas, inicialmente, com exceção da Tasmânia. As relações entre essas linguagens não está clara no momento, embora um progresso substancial tenha sido feito nas últimas décadas.
Tradicionalmente, as línguas australianas foram divididas em cerca de uma dúzia de famílias.

## Classificação
Um estudo rastreou todas as línguas nativas da Austrália em uma única língua comum, conhecida como proto-australiana, falada há cerca de 10.000 anos.
A maioria das línguas australianas são comumente consideradas pertencentes à família Pama-Nyungan.  Por conveniência, o resto das línguas, todas faladas no extremo norte, são geralmente agrupadas como "Non-Pama-Nyungan", embora isso não implique necessariamente que elas constituam um clado válido.